# Hrdý Budžes
Hrdý Budžes je druhou čtenářsky nejvděčnější a u kritiky nejúspěšnější prózou spisovatelky Ireny Douskové. Novelu nejprve vydalo nakladatelství Hynek v roce 1998. V roce 2002 ji znovu vydalo nakladatelství Petrov (později Druhé město). Próza je jedním z nejznámějších děl Ireny Douskové. K jeho popularizaci přispěla stejnojmenná dramatizace Hrdý Budžes z roku 2002, v hlavní roli s Bárou Hrzánovou, která za svůj výkon v roce 2003 získala cenu Thálie.

## Děj
Děj popisuje dětství Helenky Freisteinové v 70. letech. Hlavní hrdinka žije se svými rodiči v obci Ničín a je žákyní druhé třídy. Město Ničín je pravděpodobně inspirováno městem Beroun ve středních Čechách.[zdroj?] Raději by se jmenovala Součková, což je rodné příjmení její matky. Její biologický otec, Karel Freistein, emigroval do USA a proto ji vychovává matka a nevlastní otec Josef Brďoch. Helenčina matka i nevlastní otec jsou herci v ničínském divadle a jelikož jsou odpůrci režimu a neúčastní se státních akcí, jsou za svůj názor různě perzekvováni. Oba rodiče jsou nuceni odejít z divadla, a proto se celá rodina stěhuje do pražského rodinného bytu. Helenka je ze stěhování nadšená, protože se plni její životní sen.

## Interpretace
Hrdý Budžes a jeho volné pokračování Oněgin byl Rusák (2006) patří mezi díla z přelomu tisíciletí, která období normalizace zobrazují z pohledu dětství a dospívání hlavního hrdiny. K těmto dílům lze zařadit např. Občanský průkaz (2006) Petra Šabacha nebo Obsazeno (2007) spisovatelky Věry Noskové.
Helenka jako dětský vypravěč se od vrstevníků odlišuje mentálně i fyzicky (spolužáci se jí posmívají kvůli její nadváze) a její dětský, naivní pohled na svět, upřímnost a vyjadřování jsou dány do konfrontace s dospělým světem režimních lží, opatrností a vyžadované poslušnosti. Matka odmítala Helenku vychovávat v duchu komunistické propagandy a zpočátku ji zakazovala chodit do jiskřiček i přes to, že to bylo Helenčiným snem. Helenka se kvůli tomu cítí vyloučená z kolektivu, protože skupinu navštěvuje celá její třída.
Důležitým motivem jsou Helenčiny sny, které prostupují celým dílem. Předurčují další projevy hlavní postavy, jakými jsou její bdělé fantazie nebo vnější projevy. Helence se zdají tři sny o zvířatech (dvakrát o vlcích, jednou o slonech), které symbolizují mezilidské vztahy a další dva sny, které navazují na proběhlé situace z předchozích dní. Skrze Helenčiny sny autorka zobrazuje obě ústřední témata díla: normalizaci a dětství. První sen o vlcích se Helence zdá kvůli pocitu osamění, nemá si s kým hrát (mladší bratr je moc malý) a její matka jí nerozumí. Druhý sen o vlcích reaguje na opilost Helenčiny matky, která je nešťastná ze ztráty zaměstnání. Helenka má o svou milovanou matku strach, který se promítá do říše snů. Sen o slonech je vložen mezi sny o vlcích a jako Helenčin zachránce zde vystupuje dědeček František, který ji uchrání před splašenými slony. Dědeček František je pro Helenku velkým vzorem a v jeho blízkosti se vždy cítí v bezpečí.
Dalším důležitým motivem, zejména pro hlavní postavu, je postava Hrdého Budžese. Helenka čtenáře s touto postavou seznamuje v samotném úvodu, když o něm zaslechne báseň ve školním rozhlase. Během celé knihy se k němu Helenka odkazuje a motivuje samu sebe ve chvílích, kdy si ji vrstevníci dobírají. I ona musí být statečná a vytrvat. Neustále přemýšlí nad jeho identitou, o které se dozvídá v závěru knihy.

## Kritika
Hrdý Budžes bývá ve svých recenzích často porovnáván s dalšími díly, v jejichž čele vystupují dětské postavy. Aleš Haman ve svém článku novelu připodobňuje k Poláčkovu dílu Bylo nás pět. Podobnost je podle Hamana nejen ve věku hlavních hrdinů, ale i v dětské schopnosti zkomolit vše možné; Helenka zkomolí báseň Stanislava Kostky Neumanna, Petr Bajza zase plete cizí slova. Dalším dílem, ke kterému je Hrdý Budžes připodobňován, je román Báječná léta pod psa spisovatele Michaela Viewegha. Kromě typu hlavní postavy mají společné i téma, ve kterém se díla odehrávají.
Josef Chuchma autorce vytýká její práci s reáliemi. Podle něj Dousková pro vykreslení tehdejší doby do vyprávění schopně zařazuje zmínky o socialistických akcích, recitačních soutěžích nebo politických prověrkách, zároveň se nesprávně zmiňuje o reálných událostech, např. o smrti Františka Hrubína. Dousková skrze Helenku uvádí, že zemřel vloni na podzim, ale ve skutečnosti zemřel 1. března 1971. O pár stránek dále, kdy se děj stále odehrává v roce 1972, Helenka informuje o požáru Veletržního paláce. Ten ovšem shořel v srpnu 1974.

## Adaptace
Dílo se stalo předlohou pro stejnojmennou divadelní hru Hrdý Budžes z roku 2002. Po souhlasu s obsazením Báry Hrzánové do hlavní role Dousková napsala inscenaci přímo Hrzánové „na tělo“. Představení se své premiéry nakonec dočkalo 7. listopadu 2002 v příbramském Divadle Antonína Dvořáka pod vedením režiséra Jiřího Schmiedta. Do vedlejších rolí byli obsazeni Jarmila Vlčková a Libor Jeník, kteří si zahráli veškeré vedlejší postavy. Inscenace je dále navíc doplněna o dobové týdeníky, hudbu navozující atmosféru 70. let a také o taneční vystoupení všech tří herců.